# Список глав Тринидада и Тобаго

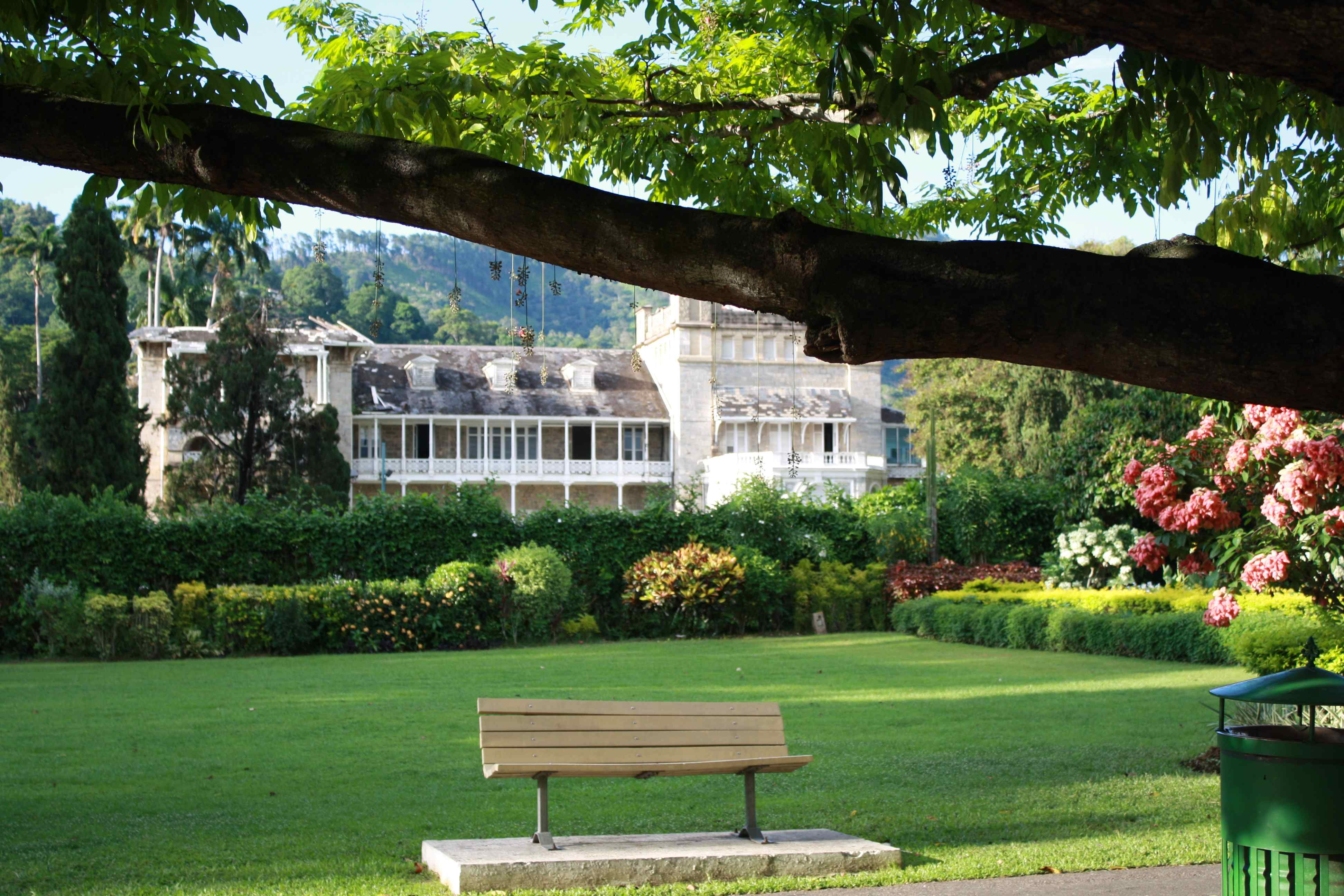
Президентский дом в Королевском ботаническом саду в Порт-оф-Спейне

Список глав Тринидада и Тобаго включает лиц, являвшихся главой государства Тринидада и Тобаго после обретения страной независимости в 1962 году, включая правившую королеву и представлявших её генерал-губернаторов (в монархический период), и избранных президентов после провозглашения в 1976 году республики.
В настоящее время главой государства является избираемый непрямым голосованием на пятилетний срок (с правом однократного переизбрания) коллегией выборщиков Президент Тринидада и Тобаго (англ. President of Trinidad and Tobago), официально Президент и главнокомандующий Вооружённых сил Республики Тринидад и Тобаго (англ. President and Commander-in-Chief of the Armed Forces of the Republic of Trinidad and Tobago), чьё положение в системе государственной власти определяет конституция, вступившая в силу 1 августа 1976 года.
Применённая в первых столбцах таблиц нумерация является условной. В столбце «Выборы» отражены состоявшиеся выборные процедуры либо иные основания получения главой государства полномочий. Для удобства список разделён на принятые в историографии периоды истории страны. Приведённые в преамбулах к каждому из разделов описания этих периодов призваны пояснить особенности политической жизни страны.

## Период монархии (1962—1976)
31 августа 1962 года коронная колония Тринидад и Тобаго была провозглашена королевством Содружества. Правящим монархом нового государства стала Елизавета II, которую представляли назначаемые ею генерал-губернаторы и главнокомандующие Тринидада и Тобаго (англ. Governor-General and Commander-in-Chief of Trinidad and Tobago), осуществлявшие большую часть полномочий монарха, служа его воле. Назначение генерал-губернатора происходило по рекомендации кабинета министров Тринидада и Тобаго без участия британского правительства. Правовое положение монарха и генерал-губернатора было определено нормами, основанными на Вестминстерском статуте 1931 года.
Елизавета II посещала страну трижды: впервые как правящая королева с 7 по 10 февраля 1966 года в ходе карибского тура, затем с 1 по 3 ноября 1985 года и с 26 по 28 ноября 2009 года в качестве главы Содружества наций.
| Портрет       | Имя (годы жизни)                                                                                           | Полномочия      | Полномочия | Династия                        | Титул | Пр.          |
| Портрет       | Имя (годы жизни)                                                                                           | Начало          | Окончание | Династия                        | Титул | Пр.          |
| ------------- | --- | --------------- | --- | ------------------------------- | --- | ------------ |
|               | Елизавета II (1926—2022) англ. Elizabeth II урожд. Элизабет Александра Мэри англ. Elizabeth Alexandra Mary | 31 августа 1962 | 2 ноября 1962 | Виндзоры англ. House of Windsor | Милостью Божьей, Соединённого Королевства Великобритании и Северной Ирландии и других её королевств и территорий королева, глава Содружества, защитница веры англ. By the Grace of God, Queen of Guyana and of Her other Realms and Territories, Head of the Commonwealth | [ 6 ] [ 14 ] |
| 2 ноября 1962 | Елизавета II (1926—2022) англ. Elizabeth II урожд. Элизабет Александра Мэри англ. Elizabeth Alexandra Mary | 1 августа 1976  | Милостью Божьей, королева Тринидада и Тобаго и других её королевств и территорий, Глава Содружества англ. By the Grace of God, Queen of Trinidad and Tobago and of Her other Realms and Territories, Head of the Commonwealth | Виндзоры англ. House of Windsor | | [ 6 ] [ 14 ] |

### Список генерал-губернаторов Тринидада и Тобаго
Курсивом и серым цветом выделены даты начала и окончания полномочий Сэра Артура Хью МакШайна, временно замещавшего Сэра Эллиса Кларка.
|        | Портрет | Имя (годы жизни)                                                                    | Полномочия       | Полномочия       | Должность | Пр.           |
| Начало | Портрет | Имя (годы жизни)                                                                    | Окончание        |                  | Должность | Пр.           |
| ------ | ------- | ----------------------------------------------------------------------------------- | ---------------- | ---------------- | --- | ------------- |
| 1      |         | Сэр Соломон Хочой (1905—1983) англ. Solomon Hochoy                                  | 31 августа 1962  | 15 сентября 1972 | генерал-губернатор и главнокомандующий Тринидада и Тобаго англ. Governor-General and Commander-in-Chief of Trinidad and Tobago                                  | [ 16 ] [ 17 ] |
| 2      |         | Сэр Эллис Эммануэль Инносент Кларк (1917—2010) англ. Ellis Emmanuel Innocent Clarke | 15 сентября 1972 | 1 августа 1976   | генерал-губернатор и главнокомандующий Тринидада и Тобаго англ. Governor-General and Commander-in-Chief of Trinidad and Tobago                                  | [ 18 ] [ 19 ] |
| и. о.  |         | Сэр Артур Хью МакШайн (1906—1983) англ. Arthur Hugh McShine                         | 15 сентября 1972 | 31 января 1973   | исполняющий обязанности генерал-губернатора и главнокомандующего Тринидада и Тобаго англ. Acting Governor-General and Commander-in-Chief of Trinidad and Tobago | [ 20 ]        |

## Республика (с 1976)

Президентский штандарт

1 августа 1976 года вступила в силу конституция, провозгласившая страну Республикой Тринидад и Тобаго (англ. Republic of Trinidad and Tobago), исполняющим обязанности её президента стал действовавший на этот момент генерал-губернатор Сэр Эллис Кларк.
Конституция устанавливает, что президент и главнокомандующий Вооружённых сил Республики Тринидад и Тобаго (англ. President and Commander-in-Chief of the Armed Forces of the Republic of Trinidad and Tobago) избирается непрямым голосованием сроком на 5 лет (с правом однократного переизбрания)  коллегией выборщиков, состоящей из всех 41 членов Палаты представителей и всех 31 членов Сената, а также спикеров обеих палат. Для победы кандидат должен набрать наибольшее число поданных голосов, при этом для признания выборов состоявшимися необходим кворум в составе спикера Палаты представителей, 10 сенаторов и 12 членов Палаты представителей. Если для участия в выборах будет выдвинут только один кандидат, он или она будет считаться избранным президентом без необходимости проведения голосования. Избранное лицо на время каденции обязано прекратить членство в политических партиях.
|          | Портрет        | Имя (годы жизни)                                                                    | Полномочия     | Полномочия     | Партия      | Выборы      | Пр.           |
| Начало   | Портрет        | Имя (годы жизни)                                                                    | Окончание      |                | Партия      | Выборы      | Пр.           |
| -------- | -------------- | ----------------------------------------------------------------------------------- | -------------- | -------------- | ----------- | ----------- | ------------- |
| и. о.    |                | Сэр Эллис Эммануэль Инносент Кларк (1917—2010) англ. Ellis Emmanuel Innocent Clarke | 1 августа 1976 | 28 января 1977 | независимый | [ комм. 4 ] | [ 18 ] [ 19 ] |
| 1 (I—II) | 28 января 1977 | Сэр Эллис Эммануэль Инносент Кларк (1917—2010) англ. Ellis Emmanuel Innocent Clarke | 29 января 1982 | 1976           | независимый |             | [ 18 ] [ 19 ] |
| 1 (I—II) | 29 января 1982 | Сэр Эллис Эммануэль Инносент Кларк (1917—2010) англ. Ellis Emmanuel Innocent Clarke | 13 марта 1987  | 1981           | независимый |             | [ 18 ] [ 19 ] |
| и. о.    |                | Майк Джей Уильямс (1929—) англ. Michael Jay Williams                                | 13 марта 1987  | 18 марта 1987  | независимый | [ комм. 5 ] | [ 22 ]        |
| 2 (I—II) |                | Нур Мухаммед Хассанали (1918—2006) англ. Noor Mohamed Hassanali                     | 18 марта 1987  | 18 марта 1992  | независимый | 1987        | [ 23 ] [ 24 ] |
| 2 (I—II) | 18 марта 1992  | Нур Мухаммед Хассанали (1918—2006) англ. Noor Mohamed Hassanali                     | 18 марта 1997  | 1992           | независимый |             | [ 23 ] [ 24 ] |
| 3        |                | Артур Наполеон Реймонд Робинсон (1926—2014) англ. Arthur Napoleon Raymond Robinson  | 18 марта 1997  | 17 марта 2003  | независимый | 1997        | [ 25 ] [ 26 ] |
| 4 (I—II) |                | Джордж Максвелл Ричардс (1931—2018) англ. George Maxwell Richards                   | 17 марта 2003  | 17 марта 2008  | независимый | 2003        | [ 25 ] [ 27 ] |
| 4 (I—II) | 17 марта 2008  | Джордж Максвелл Ричардс (1931—2018) англ. George Maxwell Richards                   | 18 марта 2013  | 2008           | независимый |             | [ 25 ] [ 27 ] |
| 5        |                | Энтони Томас Аквинас Кармона (1953—) англ. Anthony Thomas Aquinas Carmona           | 18 марта 2013  | 19 марта 2018  | независимый | 2013        | [ 28 ] [ 29 ] |
| 6        |                | Пола-Мэй Уикс (1958—) англ. Paula-Mae Weekes                                        | 19 марта 2018  | 20 марта 2023  | независимый | 2018        | [ 30 ] [ 31 ] |
| 7        |                | Кристин Карла Кангалу (1961—) англ. Christine Carla Kangaloo                        | 20 марта 2023  | действующий    | независимый | 2023        | [ 32 ] [ 33 ] |